# Vdovský a vdovecký důchod
Vdovský důchod náleží manželce zemřelého a vdovecký důchod připadá manželovi zemřelé. Pozůstalý má nárok na vdovský nebo vdovecký důchod po manželovi nebo manželce, pakliže zemřelý pobíral invalidní důchod nebo starobní důchod nebo ke dni smrti splnil podmínku potřebné doby pojištění pro nárok na invalidní, případně starobní důchod. Pozůstalému vzniká nárok na vdovský a vdovecký důchod i v případě úmrtí následkem pracovního úrazu.

## Podmínky nároku na vdovský a vdovecký důchod
Dle zákona (§ 49 a § 50 zákona o důchodovém pojištění) má vdova nárok na vdovský důchod po zemřelém manželovi, který byl poživatelem starobního nebo invalidního důchodu, nebo
splnil ke dni smrti podmínku potřebné doby pojištění pro nárok na invalidní důchod nebo podmínky nároku na starobní důchod anebo zemřel následkem pracovního úrazu (nemoci z povolání). Vdovec má nárok na vdovecký důchod za stejných podmínek jako vdova na vdovský důchod.
Vdovský důchod náleží po dobu jednoho roku od smrti manžela. Po uplynutí této doby má vdova nárok na vdovský důchod, jestliže pečuje o nezaopatřené dítě,
pečuje o dítě, které je závislé na péči jiné osoby ve stupni II až IV, pečuje o svého rodiče nebo rodiče zemřelého manžela, který s ní žije v domácnosti a je závislý na péči jiné osoby ve stupni II až IV, je invalidní ve třetím stupni, dosáhla alespoň věku o 4 roky nižšího, než činí důchodový věk pro muže stejného data narození nebo důchodového věku, je-li důchodový věk nižší. Nárok na vdovský důchod vznikne znovu, jestliže se splní některá z uvedených podmínek do dvou roků po zániku dřívějšího nároku na vdovský důchod. To platí obdobně i pro nárok muže na vdovecký důchod.

## Výše vdovského a vdoveckého důchodu
Dle zákona (§ 51 zákona o důchodovém pojištění) se důchod skládá ze dvou složek, a to ze základní výměry a z procentní výměry.
Výše procentní výměry vdovského nebo vdoveckého důchodu činí 50 % procentní výměry: 
starobního důchodu,
invalidního důchodu pro invaliditu III. stupně, na který měl nebo by měl zemřelý nárok v době smrti.
Pokud zemřelý manžel nebo zemřelá manželka ke dni smrti nepobíral(a) starobní důchod nebo invalidní důchod pro invaliditu třetího stupně, je třeba nejprve posoudit, zda by ke dni smrti měl/a nárok na starobní důchod a pokud ano, stanovit jeho výši a následně výši vdovského nebo vdoveckého důchodu.
Pokud zemřelý manžel nebo zemřelá manželka nesplňoval/a podmínky nároku na starobní důchod, avšak splňoval/a podmínku potřebné doby pro nárok na invalidní důchod, je třeba stanovit, kolik by činil invalidní důchod pro invaliditu III. stupně, a následně výši vdovského nebo vdoveckého důchodu. Pobíral-li však zemřelý manžel nebo zemřelá manželka ke dni smrti invalidní důchod pro invaliditu I. nebo II. stupně, je třeba nejprve provést změnu na invalidní důchod pro invaliditu III. stupně a pak stanovit výši vdovského nebo vdoveckého důchodu.
Při stanovení starobního důchodu, na který by měl zemřelý manžel (manželka) nárok v době smrti, se nepřihlíží k jeho (její) účasti na důchodovém spoření; pokud zemřelému manželu (manželce) byl již přiznán starobní důchod, který byl stanoven se zřetelem k jeho (její) účasti na důchodovém spoření, stanoví se pro účely stanovení výše procentní výměry vdovského nebo vdoveckého důchodu výše starobního důchodu zemřelého manžela (manželky) v částce, která by náležela, pokud by nebylo přihlédnuto k jeho (její) účasti na důchodovém spoření.
b) stanovení výše procentní výměry vdovského nebo vdoveckého důchodu při obnově nároku:
Pro stanovení výše vdovského a vdoveckého důchodu, na který vznikl nárok po 31. 12. 2009, platí, že výše procentní výměry nesmí být nižší než procentní výměra vdovského nebo vdoveckého důchodu, která náležela ke dni zániku nároku na tento důchod.
Vznikne-li po 31. 12. 2009 znovu nárok na vdovský nebo vdovecký důchod, stanoví se výše procentní výměry ve výši 50 % důchodu zemřelého, tedy stejně jako dosud. Procentní výměra vdovského nebo vdoveckého důchodu se však poskytne nejméně ve výši původního pozůstalostního důchodu, který náležel ke dni zániku nároku na vdovský nebo vdovecký důchod.
Výše základní výměry vdovského a vdoveckého důchodu v roce 2015 činí 2 400 Kč měsíčně.

## Žádost o vdovský a vdovecký důchod
K žádosti o vdovský a vdovecký důchod se přikládá:
- občanský průkaz pozůstalého vdovce/vdovy (případně i zemřelého, pokud dosud nebyl odevzdán),
- oddací list (originál),
- úmrtní list manžela/manželky (originál),
- rozhodnutí o přiznání důchodu, pokud jej vdovec/vdova pobírá (je-li k dispozici),
- rozhodnutí o přiznání důchodu manžela/manželky (je-li k dispozici).